# Pisoteamento em Antananarivo
O pisoteamento em Antananarivo ocorreu no dia 26 de junho de 2019 em Antananarivo, Madagascar, no 59.º dia da Independência do país, antes de um concerto no Estádio Municipal Mahamasina. O show estava prestes a começar e as pessoas acreditaram que já podia-se entrar no estádio e começaram a empurrar umas às outras, mas a polícia deixou as portas fechadas. Pelo menos 16 pessoas morreram e outras 101 ficaram feridas.
Um desfile militar ocorreu mais cedo no estádio, e o presidente ruandês, Paul Kagame, estava presente como convidado de honra de Andry Rajoelina, presidente de Madagáscar. Rajoelina, sua esposa e outros funcionários do governo visitaram os feridos no hospital da cidade para oferecer suas condolências após o incidente, e Rajoelina prometeu pagar todas as despesas de hospitalização.